# Andres Gerber
Andres Gerber (Belp, Suiza, 26 de abril de 1973) es un exfutbolista suizo. Jugaba de volante y su primer equipo fue BSC Young Boys.

## Selección nacional
Ha sido internacional con la Selección nacional de fútbol de Suiza; ha jugado 4 partidos internacionales.

## Clubes
| Club                    | País  | Año       |
| ----------------------- | ----- | --------- |
| BSC Young Boys          | Suiza | 1992-1998 |
| Lausanne Sports         | Suiza | 1998-2000 |
| Grasshopper-Club Zürich | Suiza | 2000-2003 |
| FC Thun                 | Suiza | 2003-2009 |

- Datos: Q324289